# Edolisoma montanum
Az Edolisoma montanum a madarak osztályának verébalakúak (Passeriformes) rendjébe és a tüskésfarúfélék (Campephagidae) családjába tartozó faj.

## Rendszerezése
A fajt Adolf Bernard Meyer német ornitológus írta le 1874-ben, a Campephaga nembe Campephaga montona néven. Sorolják a Coracina nembe Coracina montana néven is.

## Alfajai
- Edolisoma montana bicinia Diamond, 1969
- Edolisoma montana montana (A. B. Meyer, 1874)

## Előfordulása
Új-Guinea szigetén, Indonézia és Pápua Új-Guinea területén honos. Természetes élőhelyei a szubtrópusi vagy trópusi síkvidéki és hegyi esőerdők, valamint másodlagos erdők és vidéki kertek.

## Megjelenése
Testhossza 24 centiméter, testtömege 57-70 gramm.

## Természetvédelmi helyzete
Az elterjedési területe nagyon nagy, egyedszáma pedig stabil. A Természetvédelmi Világszövetség Vörös listáján nem fenyegetett fajként szerepel.